# Elbe (Adelsgeschlecht)

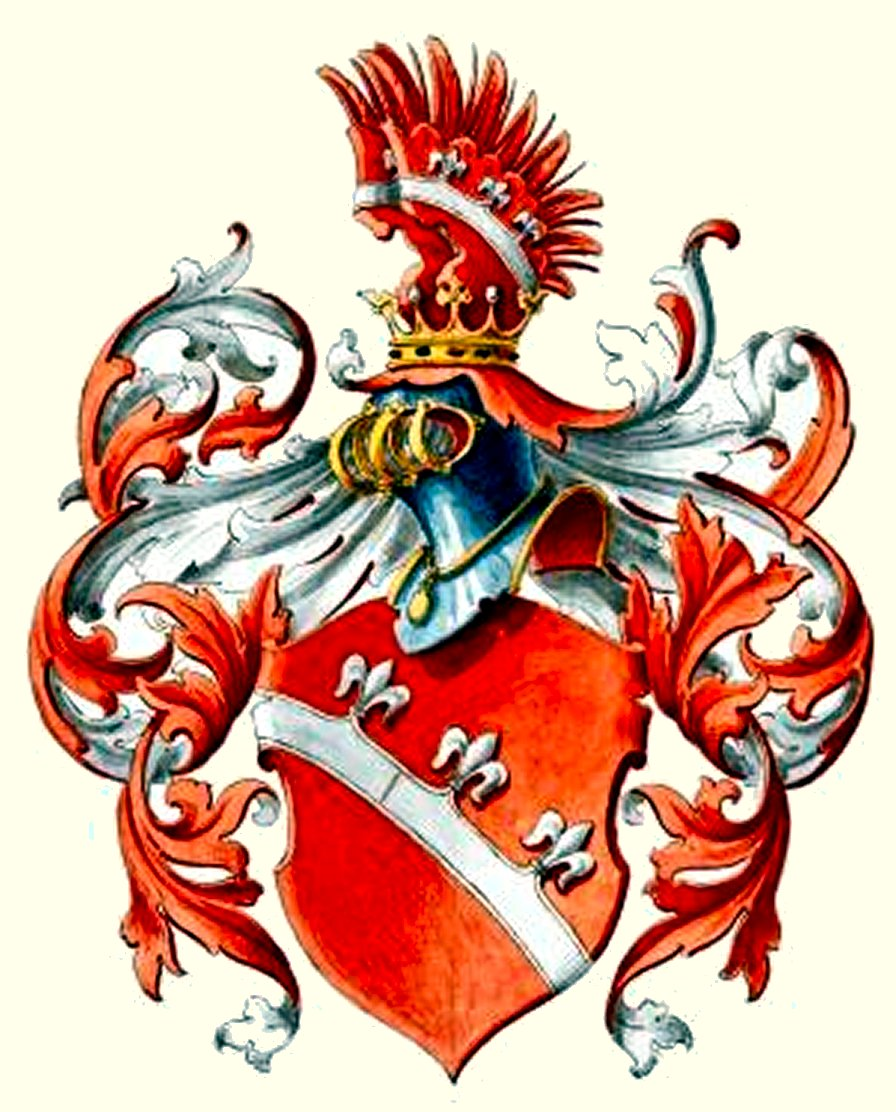
Wappen derer von Elbe von 1884: 1. Linie – Hermann Theodor Ferdinand Ottomar von Elbe &
2. Linie – Wilhelm Julius Albert Heinrich von Elbe

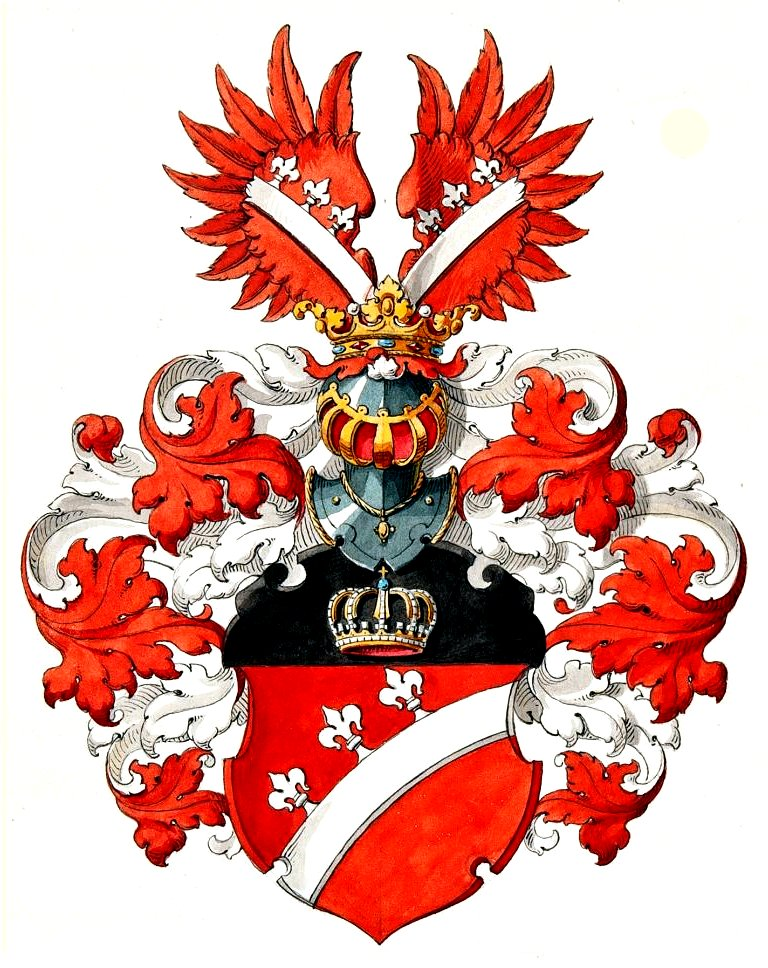
Wappen derer von Elbe von 1861: 3. Linie – Julius Christian August Oskar von Elbe-Carnitz

Elbe (ehem. Elben) ist der Name eines preußischen Adelsgeschlechtes. Die Familie besteht gegenwärtig fort.
Eine Stammverwandtschaft zu den erloschenen hessischen Herren von Elben ist trotz Wappenverwandtschaft nicht nachgewiesen.

## Geschichte
Die Familie von Elbe stammt aus Pommern. Private Forschungen führen das Geschlecht auf Adam Heinrich von Elben, 1673 Rittmeister in schwedischen Diensten, zurück. Dessen Enkel Bogislaw Wilhelm Elben (1699–1782), war Gutsverwalter des zur königlichen Domäne auf der Insel Wollin gehörige Cörtenthin.
Die gesicherte Stammreihe beginnt mit dem in Cörtenthin geborenen Franz Ernst Elben (1737–1812). Er war bereits der Pächter von Chinnow als er Dorothea Luise von Lepel, Tochter des Landrats im Landkreis Usedom-Wollin, Philipp Sigismund von Lepel (1738–1815) heiratete. Er erwarb um 1775/1776 im „königlichen allerhöchsten Consens“ zunächst das Rittergut Hoff, schließlich ebenfalls mit königlicher Genehmigung auch Morgow. Ab dem Jahre 1791 begründeten die vier Söhne einzelne Linien, von denen zwei gegenwärtig fortbestehen.

### Nobilitierung
Im Jahre 1861 wurde Julius Christian August Oskar von Elbe-Carnitz (dritte Stammlinie) durch königlichen Beschluss in den preußischen Adelsstand erhoben. Im Jahre 1884 erging aus der ersten Stammlinie für Hermann Theodor Ferdinand Ottomar von Elbe (1831–1888) auf Hoff, Rarvin und Holzhagen sowie aus der zweite Stammlinie für Wilhelm Julius Albert Heinrich von Elbe (1822–1904) auf Morgow ebenfalls eine Hebung in den Adelsstand.

## Angehörige
- Kurt von Elbe (1871–1957), preußischer Verwaltungsbeamter, Jurist und Landrat
- Margarete Katharina Susanne von Elbe (1875), Gutsbesitzerin auf Ritznow und Karnitz[5]
- Joachim von Elbe (1902–2000), deutsch-US-amerikanischer Jurist und Diplomat

## Besitztümer
Folgende Rittergüter und Herrenhäuser in Preußen befanden sich im Familienbesitz:
- Carnitz
- Neides
- Morgow
- Dresow
- Hoff
- Rarvin
- Holzhagen
- Moitzow
- Plathe
- Rottnow
- Pustchow
- Gedde
- Nitznow
- Gützelfitz
- Parpart

## Wappen
- Das Wappen von 1861 zeigt unter schwarzem Schildeshaupt, darin die preußische Königskrone, in Rot einen aufwärts-gewölbten, am oberen Rande mit drei halben Lilien bestückten silberner Schräglinksbalken. Auf dem Helm mit rot-silbernen Decken ein offener, mit einem schräg auswärts–gekehrten silbernen Lilienbalken belegter roter Flug.[2]
- Das Wappen von 1884 zeigt in Rot einen aufwärts–gewölbten, am oberen Rande mit drei halben Lilien bestückten silbernen Schrägrechtsbalken. Auf dem Helm mit rot-silbernen Decken ein mit dem je schräg auswärts-gekehrten Lilienbalken belegter geschlossener roter Flug.[2] Es ist identisch mit dem Wappen der ausgestorbenen von Elben.
- Die dritte Hauslinie führt einen Rautenkranz mit Lilien ornamentiert.[6]